# Hengelau

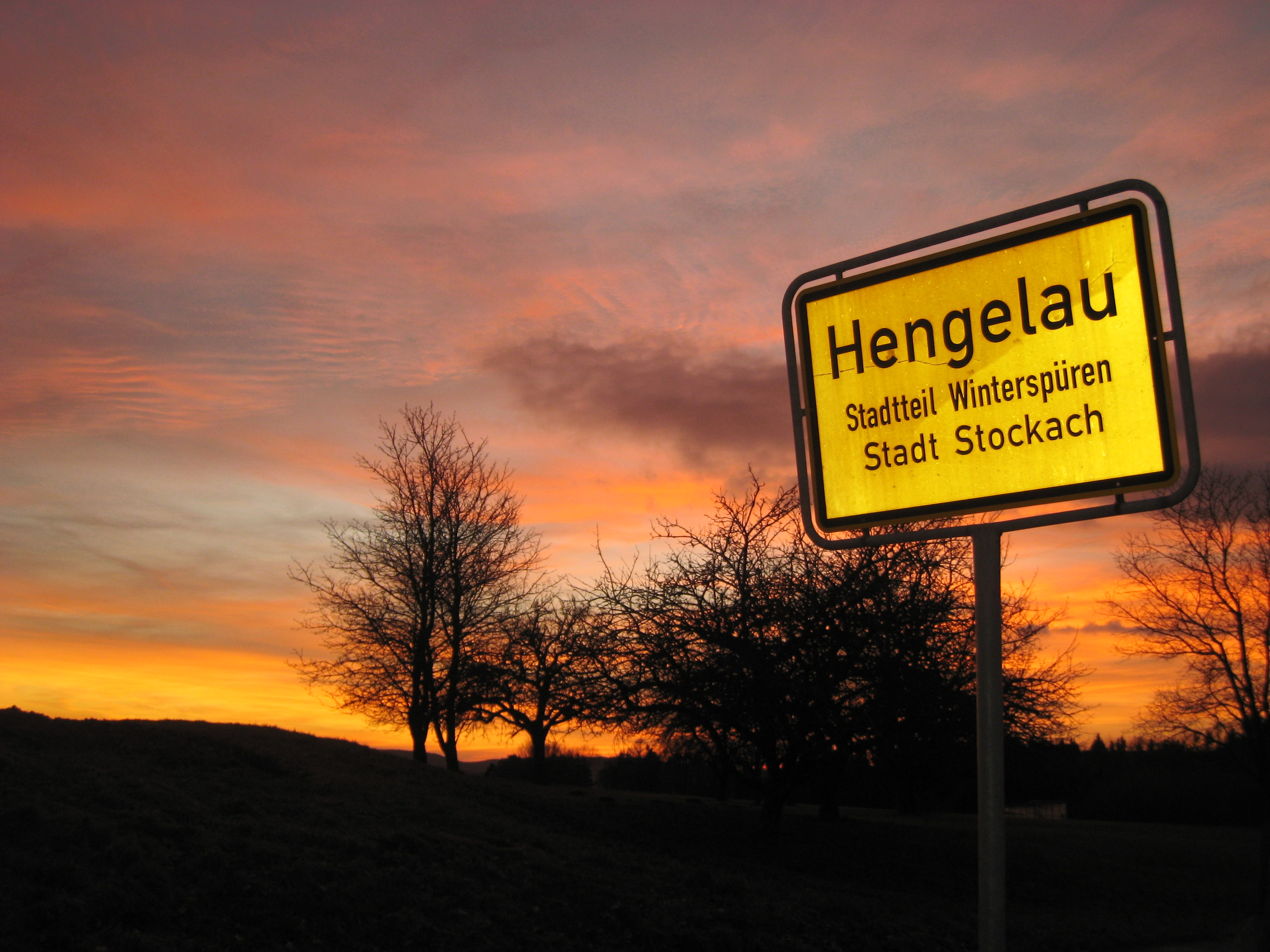

Hengelau ist ein Weiler mit etwa 30 Einwohnern (2012) von Stockach im baden-württembergischen Landkreis Konstanz in Deutschland.

## Lage
Der zum Stadtteil Winterspüren gehörende Ort liegt rund 2,3 Kilometer nordöstlich der Stockacher Stadtmitte auf einer Höhe von etwa 600 m ü. NHN. Nördlich von Hengelau erhebt sich der bis zu 624,4 m ü. NHN hohe Kramer.

## Geschichte
Urkundlich erwähnt wurde Hengelau im Jahre 1380, damals Hegginloch, später Hegnylo, Hegnilaw und ab 1549 Henngelaw genannt. Ab Anfang des 19. Jahrhunderts sprach man von einer Gemeinde, 1811 gab es sogar einen Bürgermeister. Bis zum Jahre 1934 war Hengelau selbstverwaltet, es gab eine Wagnerei und ein Gasthaus im Ort. Dann wurde der Weiler nach Winterspüren eingemeindet.

## Persönlichkeiten
Der aus Hengelau stammende Mathias Steinmann erbaute im Jahre 1727 die Loretokapelle in Stockach.